# Gare d'Auden
La  gare d'Auden est une gare ferroviaire canadienne, située à Auden dans la partie non-organisée de la ville de Thunder Bay dans la Province de l'Ontario.
C'est une halte voyageurs Via Rail Canada, avec un arrêt uniquement sur réservation du train Le Canadien.

## Service des voyageurs
Halte Via Rail à arrêt facultatif.

### Desserte
Auden est desservie, uniquement sur réservation au moins 24 heures à l'avance, par des trains intercités Via Rail de la relation Toronto-Vancouver.